# Höffigkeitsgebiet
Ein Höffigkeitsgebiet ist ein Bereich der Erdkruste, in dem natürliche Anreicherungen von nutzbaren mineralischen Rohstoffen mit indirekten Mitteln nachgewiesen wurden, zum Beispiel durch die Verknüpfung einer geologischen Kartierung mit den Ergebnissen von geophysikalischen Messungen, geochemischen Analysen, Luft- und Satellitenfotos etc. Zwar sind noch keine konkreten Abschätzungen der vorhandenen Rohstoffmengen möglich, aber weitere Untersuchungen erscheinen gerechtfertigt.
Der Begriff höffig, der aus der Bergmannssprache kommt, bedeutet allgemein ein reiches Vorkommen versprechend, z. B. erdölhöffig.

## Analoge Verwendung des Begriffs in anderen Bereichen
Der Begriff ist mittlerweile auch auf das Ertragspotenzial anderer Ressourcen übertragen worden, z. B. spricht man im Zusammenhang mit der Eignung von Standorten für Windenergieanlagen und der Windleistungsvorhersage auch von der Windhöffigkeit eines Gebietes, in der Archäologie bezeichnet die Fundhöffigkeit die Wahrscheinlichkeit, in einem beschriebenen Gebiet einen Bodenfund zu machen.